# Double suicide à Sonezaki
Pour plus de détails, voir Fiche technique et Distribution.
Double suicide à Sonezaki (曽根崎心中, Sonezaki shinjū) est un film japonais réalisé par Yasuzō Masumura, sorti en 1978.

## Synopsis
Le scénario suit fidèlement la trame de la pièce Suicides d'amour à Sonezaki (version de 1703) de Chikamatsu Monzaemon qui relate les difficultés socio-sentimentales de deux amants. Modeste boutiquier et fabricant de sauce soja, Tokubei tombe amoureux de la belle Ohatsu, une prostituée sous contrat. Quand l'engagement d'Ohatsu est racheté par un riche mécène, les deux amants cherchent à échapper au destin qui les sépare en se donnant la mort.

## Fiche technique
- Titre : Double suicide à Sonezaki[1]
- Titre original : 曽根崎心中 (Sonezaki shinjū?)
- Réalisation : Yasuzō Masumura
- Scénario : Yoshio Shirasaka (ja) et Yasuzō Masumura, d'après la pièce de théâtre bunraku Suicides d'amour à Sonezaki de Chikamatsu Monzaemon[2]
- Photographie : Setsuo Kobayashi
- Montage : Tatsuji Nakashizu
- Direction artistique : Shigeo Mano
- Musique : Ryūdō Uzaki (en)
- Production : Hiroaki Fujii (ja), Motoyasu Kimura et Ryuhei Nishimura
- Sociétés de production : Art Theatre Guild, Kimura Productions et Kōdōsha
- Pays d'origine :  Japon
- Langue originale : japonais
- Format : couleur - 1,37:1 - 35 mm - Son mono
- Genre : drame
- Durée : 112 minutes[3]
- Date de sortie :
  - Japon : 29 avril 1978[3]

## Distribution
- Ryūdō Uzaki (en) : Tokubei, un jeune boutiquier
- Meiko Kaji : Ohatsu, une travailleuse du sexe
- Hisashi Igawa : Kyuemon, oncle et patron de Tokubei
- Sachiko Hidari : Osai
- Isao Hashimoto : Kuheiji
- Gen Kimura : Kichibei

## Autour du film
Double suicide à Sonezaki réunit un casting atypique, l'acteur principal étant une rock-star et l'actrice étant surtout connue pour des rôles de films d'exploitation,.

## Distinctions
Sauf indication contraire, les informations mentionnées dans cette section peuvent être confirmées par la base de données cinématographiques IMDb,  présente dans la section « Liens externes ».

### Récompenses
Meiko Kaji a obtenu le prix de la meilleure actrice aux Hōchi Film Awards, aux Blue Ribbon Awards, aux Kinema Junpō Awards ainsi qu'aux prix du film Mainichi.

### Sélections
Meiko Kaji est sélectionné pour le prix de la meilleure actrice et Sachiko Hidari pour celui de la meilleure actrice dans un second rôle aux Japan Academy Prize de 1979.

### Liens connexes
- Bunraku
- Chikamatsu Monzaemon
- Suicides d'amour à Sonezaki